# Wielka Synagoga w Brześciu
Wielka Synagoga w Brześciu – jeden z żydowskich domów modlitewnych znajdujący się w centralnej dzielnicy miasta. Budynek znajdował się przed wojną przy ul. Białostockiej 52 (obecnie "Sawieckich pahranicznikau 52"). Nieznany dziś architekt wiedeński stworzył projekt, który zyskał aprobatę władz. Synagoga spłonęła 4 maja 1895 podczas wielkiego pożaru miasta. W 1896 gmach pospiesznie odbudowano. Druga dewastacja nastąpiła podczas okupacji niemieckiej 1915–1918 obiekt ponownie odbudowano. Po II wojnie mieścił się w niej młodzieżowy klub "Prahress". Dziś znów działa tu synagoga pod nazwą „Ekdisz”. Właścicielem jest brzeska gmina żydowska.
Opodal budynku znajduje się jeszcze jeden żydowski dom modlitewny przy ul. "Dziarżyńskaha 25" (przed 1939 rokiem ul. "Krzywa 25"). 